# Jiujiang, Wuhu
Jiujiang är ett stadsdistrikt i Wuhus stad på prefekturnivå  i provinsen Anhui i östra Kina.
Jiujiang är indelat i sju stadsdelsdistrikt, fyra köpingar och en administrativ enhet på sockennivå.
Stadsdelsdistrikt (jiedao):

- Guandou (官陡街道)
- Longshan (龙山街道)
- Qingshui (清水街道)
- Siheshan (四褐山街道)
- Wanchun (万春街道)
- Wanli (湾里街道)
- Yuxikou (裕溪口街道)

Köpingar (zhen):

- Baimao (白茆镇)
- Erba (二坝镇)
- Shenxiang (沈巷镇)
- Tanggou (汤沟镇)

Område på sockennivå:
- Wuhu Jingji Jishu Kaifaqu ekonomisk och teknisk utvecklingszon (芜湖经济技术开发区)